# Nap (időegység)

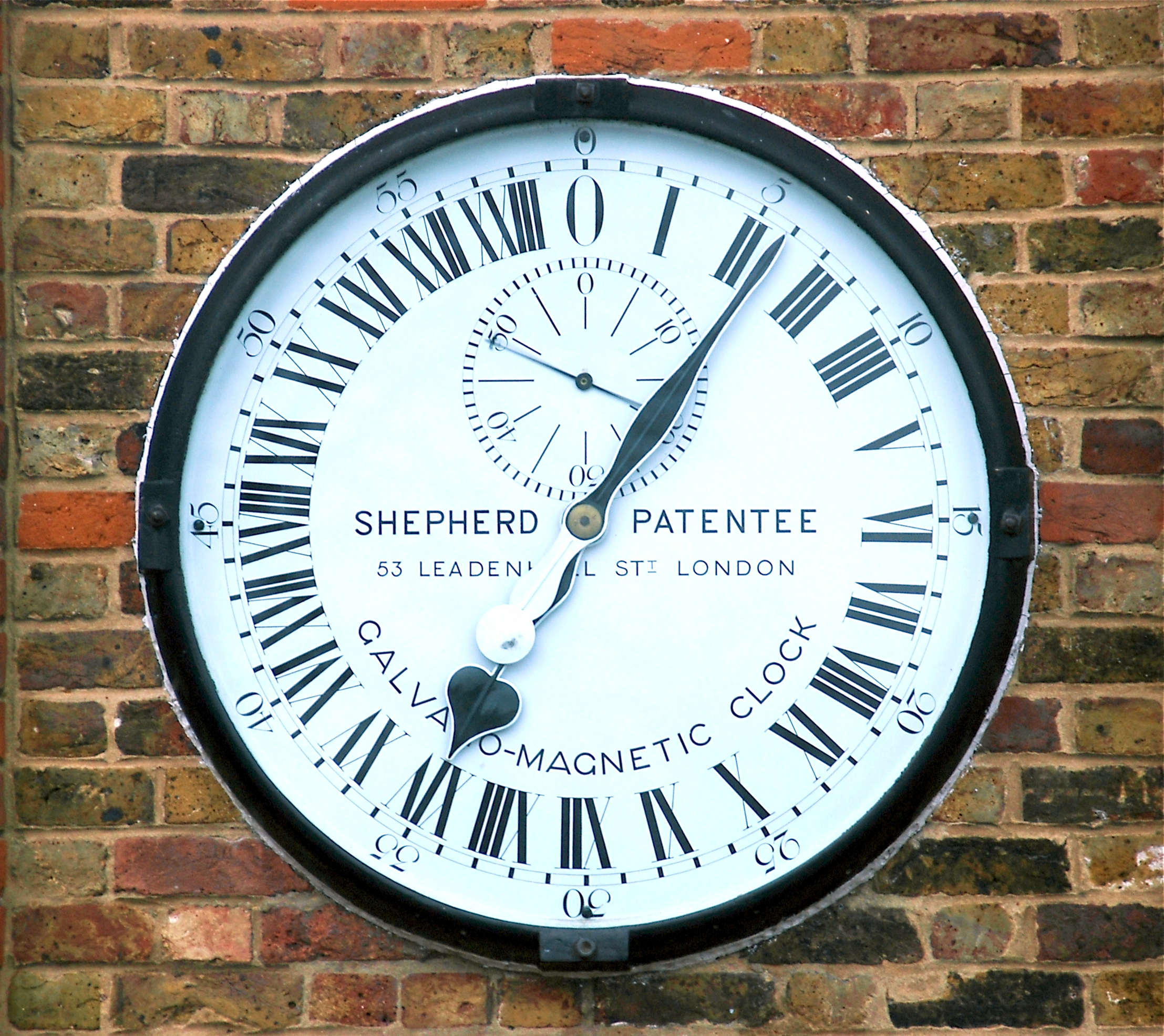
Egy nap alatt körbejáró óra a Greenwichi Királyi Obszervatórium falán

A nap földi időmértékegység. Bár nem tartozik a hivatalos SI mértékegységekhez, használata elfogadott. Az SI hivatalos idő mértékegysége a másodperc. Egy nap (jele: d, a latin dies szóból) 24 órából, vagy 1440 percből, vagy 86 400 másodpercből áll.

## Definíciók
A napnak több definíciója is ismert.

### Mértékegységek Nemzetközi Rendszere (SI)
A nap 86 400 másodperc. Egy másodperc definíció szerint

„… az alapállapotú cézium-133 atom két hiperfinom energiaszintje közötti átmenetnek megfelelő sugárzás 9 192 631 770 periódusának időtartama.”

Ezért az SI nap pontosan 794 243 384 928 000 ilyen periódusnak felel meg.

### Csillagászati megközelítés
A nap mint időegység a Földnek a tengelye körüli egy fordulatához szükséges időtartam. A viszonyítási ponttól függően különböző hosszúságú.

#### Forgási periódus
A Föld forgási periódusát a távoli, mozdulatlan csillagokhoz viszonyítva értelmezzük. Ezt az időtartamot nevezhetjük sziderikus napnak, azonban a gyakorlatban nem használatos. A csillagnapnál 0,008 másodperccel hosszabb, a tavaszpont precessziós elmozdulása következtében.

#### Csillagnap
A csillagnap a tavaszpont két delelése között eltelt idő. Hossza középidő egységekben 23 óra 56 perc 4,09054 másodperc. A csillagnap 0,008 másodperccel kevesebb a Föld forgási periódusánál amiatt, hogy a tavaszpont a Föld tengelyének lassú elmozdulása miatt (lásd: precesszió) mozog az állócsillagok mozdulatlannak tekintett hátteréhez képest. A tavaszpont az éggömbön inerciaidőben mérve nem egyenletes sebességgel mozog. Ezért a Föld különböző helyein tartózkodó megfigyelők számára a csillagidő (az inerciaidőhöz képest) nem egyforma gyorsasággal múlik, és számukra a csillagnapok sem egyenlő hosszúak. Azonban a tavaszpont egyenetlen mozgásából adódó eltérés olyan csekély, hogy el lehet hanyagolni.

#### Szoláris nap
Valódi napnak nevezzük a napkorong középpontjának két delelése között eltelő időtartamot. A mindennapi életben időegységként azért nem felel meg, mert hossza az év folyamán két fő okból is napról napra változik:
- Kepler második törvénye értelmében a Föld pálya menti sebessége, s így a Nap látszólagos szögsebessége is folyamatosan változik.
- A Föld tengelyferdesége következtében a Nap égi egyenlítőre vetített napi íve féléves periódussal szintén nem egyenletesen változik.

A fenti okok miatt egy képzeletbeli égitest, a fiktív ekliptikai középnap illetve fiktív egyenlítői középnap két delelése között eltelt időtartamot tekintjük egy napnak, melynek hossza az év valódi napjai hosszának az átlaga (ezért nevezzük középnapnak). Ezen fiktív égitest rektaszcenzióját Simon Newcomb naptáblázatai alapján számítják ki, és ebből számítható a pontos idő. Egy szoláris középnap hossza csillagidőben mérve 24 óra 3 perc 56,55536 másodperc. A középnap és a valódi Nap delelése közötti időkülönbséget – amely kerekítve −15 perc és +16 perc tartományba esik – az időegyenlet adja meg az év minden napjára.
A naptári nap a középnap delelése előtt 12 órával kezdődik, és 12 órával utána ér véget.

#### Efemerisz nap
Mivel a polgári idő abszolút értelemben véve fizikai okokból nem egyenletesen telik, ezért a tudományban bevezették az inerciaidőt megközelítő  efemerisz időrendszert. Egy efemerisz nap 86400 efemerisz másodpercből áll. Az efemerisz időt 1984. január 1-jétől a vele gyakorlatilag azonos dinamikus idő (TDT) váltotta fel.
A nap másik jelentése a folyamatosan múló időnek valamely 24 órányi része: hétköznapi esete a naptári nap. Ilyen értelemben az efemerisz nap és a naptári nap nem esik egybe, de a pontos eltérés mindig csak utólag állapítható meg. Jelenleg az efemerisz nap kb. 1 perccel korábban kezdődik, mint a greenwichi középidő szerinti naptári nap.

## A nap időtartamának változása
A napok hosszára a földmozgások is kihatnak. A 2010-es chilei földrengés miatt a napok 1,26 milliomod másodperccel lettek rövidebbek az összetett számítógépes modell szerint, a 2004-es szumátrai földrengés pedig körülbelül 6,8 milliomod másodperccel rövidítette le a napot.

## Más bolygók
A Naprendszer leírásánál a többi bolygók esetén is ismert a tengely körüli forgási periódus, valamint a Nap két delelése közti időtartamot is megadják, általában földi napokban kifejezve.

## Megjegyzés
1. ↑  Időkorrekció esetén +-1 mp fordul elő